# U-553 (tàu ngầm Đức)
U-553 là một tàu ngầm tấn công  Lớp Type VII thuộc phân lớp Type VIIC được Hải quân Đức Quốc Xã chế tạo trong Chiến tranh Thế giới thứ hai. Nhập biên chế năm 1940, nó đã thực hiện được mười chuyến tuần tra, đánh chìm mười hai tàu buôn cùng một tàu chiến với tổng tải trọng 61.390 GRT và 925 tấn, đồng thời gây hư hại cho hai tàu buôn với tổng tải trọng 15.273 GRT. Trong chuyến tuần tra cuối cùng, U-553 bị mất tích trong Đại Tây Dương về phía Tây vịnh Biscay từ ngày 20 tháng 1, 1943, có thể do gặp sự cố kỹ thuật.

## Thiết kế và chế tạo

### Thiết kế

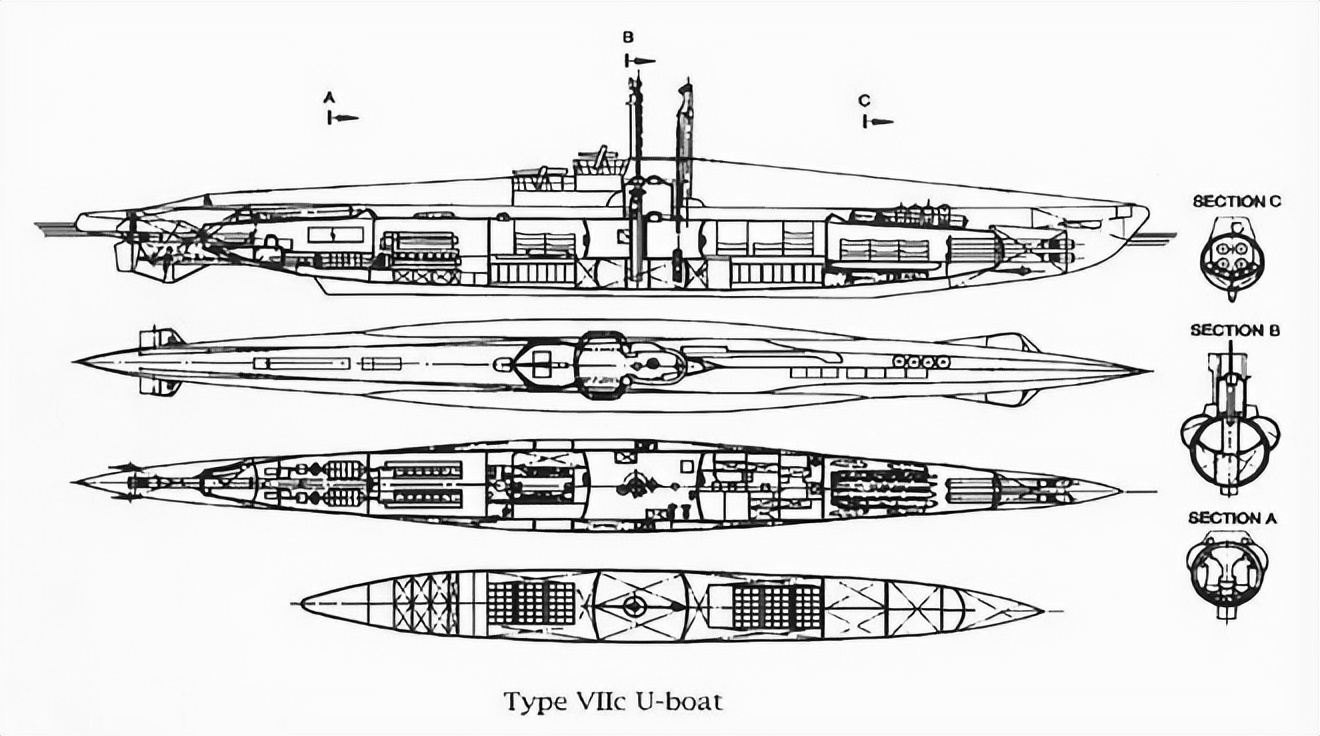
Sơ đồ các mặt cắt một tàu ngầm Type VIIC

Phân lớp VIIC của Tàu ngầm Type VII là một phiên bản VIIB được kéo dài thêm. Chúng có trọng lượng choán nước 769 t (757 tấn Anh) khi nổi và 871 t (857 tấn Anh) khi lặn). Con tàu có chiều dài chung 67,10 m (220 ft 2 in), lớp vỏ trong chịu áp lực dài 50,50 m (165 ft 8 in), mạn tàu rộng 6,20 m (20 ft 4 in), chiều cao 9,60 m (31 ft 6 in) và mớn nước 4,74 m (15 ft 7 in).
Chúng trang bị hai động cơ diesel Germaniawerft F46 siêu tăng áp 6-xy lanh 4 thì, tổng công suất 2.800–3.200 PS (2.100–2.400 kW; 2.800–3.200 bhp), dẫn động hai trục chân vịt đường kính 1,23 m (4,0 ft), cho phép đạt tốc độ tối đa 17,7 kn (32,8 km/h), và tầm hoạt động tối đa 8.500 nmi (15.700 km) khi đi tốc độ đường trường 10 kn (19 km/h). Khi đi ngầm dưới nước, chúng sử dụng hai động cơ/máy phát điện Garbe, Lahmeyer & Co. RP 137/c  tổng công suất 750 PS (550 kW; 740 shp). Tốc độ tối đa khi lặn là 7,6 kn (14,1 km/h), và tầm hoạt động 80 nmi (150 km) ở tốc độ 4 kn (7,4 km/h). Con tàu có khả năng lặn sâu đến 230 m (750 ft).
Vũ khí trang bị có năm ống phóng ngư lôi 53,3 cm (21 in), bao gồm bốn ống trước mũi và một ống phía đuôi, và mang theo tổng cộng 14 quả ngư lôi, hoặc tối đa 22 quả thủy lôi TMA, hoặc 33 quả TMB. Tàu ngầm Type VIIC bố trí một hải pháo 8,8 cm SK C/35 cùng một pháo phòng không 2 cm (0,79 in) trên boong tàu. Thủy thủ đoàn bao gồm 4 sĩ quan và 40-56 thủy thủ.

### Chế tạo
U-553 được đặt hàng vào ngày 25 tháng 9, 1939, và được đặt lườn tại xưởng tàu của hãng Blohm & Voss ở Hamburg vào ngày 21 tháng 11, 1939. Nó được hạ thủy vào ngày 7 tháng 11, 1940, và nhập biên chế cùng Hải quân Đức Quốc Xã vào ngày 23 tháng 12, 1940 dưới quyền chỉ huy của Hạm trưởng, Đại úy Hải quân Karl Thurmann.

## Lịch sử hoạt động
Sau khi hoàn tất việc huấn luyện trong thành phần Chi hạm đội U-boat 7, U-553 tiếp tục phục vụ cùng đơn vị này để hoạt động trên tuyến đầu cho đến khi được điều sang Chi hạm đội U-boat 3 từ ngày 1 tháng 12, 1942.

### 1941

#### Chuyến tuần tra thứ nhất
Sau khi di chuyển từ cảng Kiel, Đức đến cảng Bergen, Na Uy trong tháng 4, 1941, U-552 khởi hành từ đây vào ngày 19 tháng 4 cho chuyến tuần tra đầu tiên trong chiến tranh. Nó băng qua khe GI-UK giữa các quần đảo Shetland và Faroe để vòng qua quần đảo Anh nhằm hoạt động tại vùng biển Đại Tây Dương về phía Tây Ireland (Khu vực tiếp cận phía Tây). U-553 gặp trục trặc động cơ, nên kết thúc chuyến tuần tra và đi đến cảng St. Nazaire bên bờ Đại Tây Dương của Pháp đã bị Đức chiếm đóng, đến nơi vào ngày 2 tháng 5. St. Nazaire trở thành căn cứ hoạt động chính của chiếc tàu ngầm trong hầu hết thời gian còn lại của quãng đời hoạt động.

#### Chuyến tuần tra thứ hai
U-552 khởi hành từ St. Nazaire vào ngày 7 tháng 6 cho chuyến tuần tra thứ hai để hoạt động tại khu vực giữa Bắc Đại Tây Dương. Vào ngày 12 tháng 6, nó phóng ngư lôi tấn công và đánh chìm chiếc tàu buôn Anh Susan Maersk 2.355 GRT, vốn bị tụt lại phía sau Đoàn tàu OG-64, ở vị trí khoảng 370 nmi (690 km) về phía Đông Bắc quần đảo Azores. Cùng trong ngày hôm đó, nó tiếp tục đánh chìm tàu chở dầu Na Uy Ranella 5.590 GRT, một chiếc khác bị tách rời khỏi Đoàn tàu OG-64, bằng ngư lôi và hải pháo. U-552 kết thúc chuyến tuần tra và quay trở về căn cứ St. Nazaire vào ngày 19 tháng 7.

#### Chuyến tuần tra thứ ba
Chuyến tuần tra thứ ba của U-552, cùng xuất phát và kết thúc tại St. Nazaire và diễn ra tại khu vực Trung tâm Bắc Đại Tây Dương từ ngày 7 tháng 8 đến ngày 16 tháng 9. Tuy nhiên chiếc tàu ngầm đã không đánh chìm được mục tiêu nào.

#### Chuyến tuần tra thứ tư
Trong chuyến tuần tra tiếp theo, U-552 vẫn tiếp tục hoạt động tại vùng biển giữa Bắc Đại Tây Dương từ ngày 7 đến ngày 22 tháng 10. Nó đã tấn công Đoàn tàu SC-48 vào ngày 15 tháng 10, đánh chìm các tàu buôn Anh Silvercedar 4.354 GRT, và tàu buôn Na Uy Ila 1.583 GRT. Hai ngày sau đó 17 tháng 10, tàu corvette Anh HMS Gladiolus (925 tấn), trong thành phần hộ tống cho Đoàn tàu SC-48, tiếp tục bị chiếc U-boat đánh chìm.

### 1942

#### Chuyến tuần tra thứ năm
U-552 xuất phát từ St. Nazaire vào ngày 1 tháng 1, 1942 cho chuyến tuần tra thứ năm; nó đã băng qua suốt Đại Tây Dương để hoạt động dọc theo bờ biển Canada và Hoa Kỳ trong khuôn khổ Chiến dịch Paukenschlag (tiếng Anh: Chiến dịch Drumbeat). Vào ngày 15 tháng 1, nó phóng ngư lôi tấn công và gây hư hại cho chiếc tàu chở dầu Anh Diala 8.106 GRT ở vị trí khoảng 300 nmi (560 km) về phía Đông Nam mũi Race Newfoundland. Sau đó vào ngày 22 tháng 1, nó lại đánh chìm chiếc tàu chở dầu Na Uy Innerøy 8.260 GRT ở vị trí về phía Đông Nam Halifax, Nova Scotia. Chiếc tàu ngầm quay trở về căn cứ St. Nazaire vào ngày 3 tháng 2.

#### Chuyến tuần tra thứ sáu và thứ bảy
U-552 dành ra chuyến tuần tra thứ sáu từ ngày 24 tháng 2 đến ngày 1 tháng 4 để hoạt động tại các vùng biển Bắc Đại Tây Dương về phía Tây và phía Bắc Scotland. Tuy nhiên nó đã không đánh chìm được mục tiêu nào.
Sau đó trong chuyến tuần tra thứ bảy từ ngày 19 tháng 4 đến ngày 24 tháng 6, U-552 tiếp tục tham gia Chiến dịch Paukenschlag, khi băng qua suốt Đại Tây Dương và xâm nhập vào vịnh St. Lawrence. Tại đây vào ngày 12 tháng 5, nó phóng hai quả ngư lôi đánh chìm chiếc tàu buôn Anh Nicoya 5.364 GRT ở vị trí về phía Nam đảo Anticosti; rồi cùng trong ngày hôm đó đã tiếp tục đánh chìm chiếc tàu buôn Hà Lan Leto 5.364 GRT ở vị trí về phía Bắc Cape-de-la-Madeleine. Sau đó chiếc tàu ngầm quay trở xuống phía Nam dọc theo vùng bờ Đông Hoa Kỳ, nơi nó đánh chìm chiếc tàu buôn Anh Mattawin 6.919 GRT ở vị trí khoảng 190 nmi (350 km) về phía Đông Nam đảo Nantucket, Massachusetts.

#### Chuyến tuần tra thứ tám
Sau khi rời St. Nazaire vào ngày 19 tháng 7, U-552 lại băng qua suốt Đại Tây Dương để hướng sang vùng biển Canada. Tại đây vào ngày 3 tháng 8, nó tấn công Đoàn tàu ON-115 và đã gây hư hại cho chiếc tàu buôn Bỉ Belgian Soldier 7.167 GRT ở vị trí ngoài khơi đảo Newfoundland; Belgian Soldier bị hư hại nặng, bị bỏ lại, và cuối cùng bị tàu ngầm U-607 một ngày sau đó.
Sau đó chiếc tàu ngầm quay trở xuống phía Nam để hoạt động tại khu vực biển Caribe, nơi nó đã phóng ngư lôi tấn công Đoàn tàu TAW-13 vào ngày 18 tháng 8, gây hư hại cho chiếc tàu buôn Anh MV Empire Bede 6.959 GRT lúc 06 giờ 03 phút ở vị trí về phía Bắc Jamaica; Empire Bede bị tàu corvette HMS Pimpernel đánh đắm bằng hải pháo. Sau đó đến lượt các tàu buôn Thụy Điển Blankaholm 2.845 GRT và tàu buôn Hoa Kỳ John Hancock 7.176 GRT bị đánh chìm lúc 09 giờ 13 phút ở vị trí khoảng 95 nmi (176 km) về phía Tây vịnh Guantánamo, Cuba. U-552 kết thúc chuyến tuần tra tại St. Nazaire vào ngày 17 tháng 9 sau 61 ngày hoạt động trên biển, trở thành chuyến đi dài ngày nhất của con tàu.

#### Chuyến tuần tra thứ chín
Chuyến tuần tra thứ chín của U-552 bắt đầu tại St. Nazaire vào ngày 23 tháng 11, khi nó hoạt động trong vùng biển Bắc Đại Tây Dương về phía Nam eo biển Đan Mạch. Tại đây vào ngày 9 tháng 12, nó tấn công Đoàn tàu HX-217 và đã đánh chìm chiếc tàu buôn Anh Charles L. D. 5.273 GRT ở vị trí khoảng 405 nmi (750 km) về phía Đông mũi Farewell, Greenland. U-552 kết thúc chuyến tuần tra và quay trở về cảng La Pallice tại La Rochelle, cùng bên bờ biển Đại Tây Dương của Pháp, vào ngày 18 tháng 12.

### 1943

#### Chuyến tuần tra thứ mười – Mất tích
U-553 khởi hành từ cảng La Pallice vào ngày 16 tháng 1, 1943 cho chuyến tuần tra thứ mười, cũng là chuyến cuối cùng, và đã băng qua vịnh Biscay để hướng ra Đại Tây Dương. Chỉ bốn ngày sau đó 20 tháng 1, nó gửi bức điện cuối cùng về căn cứ: "Sehrohr unklar" (kính tiềm vọng không hoạt động), và sau đó hoàn toàn mất liên lạc. Nhiều khả năng chiếc tàu ngầm đã bị đắm do gặp sự cố kỹ thuật, và chính thức công bố mất tích từ ngày 28 tháng 1, 1943.

### "Bầy sói" tham gia
U-553 từng tham gia mười bầy sói:
- West (13 – 20 tháng 6, 1941)
- Grönland (10 – 23 tháng 8, 1941)
- Kurfürst (23 tháng 8 – 2 tháng 9, 1941)
- Seewolf (2 – 13 tháng 9, 1941)
- Zieten (6 – 22 tháng 1, 1942)
- Westwall (2 – 12 tháng 3, 1942)
- York (12 – 26 tháng 3, 1942)
- Pirat (29 tháng 7 – 3 tháng 8, 1942)
- Draufgänger (29 tháng 11 – 11 tháng 12, 1942)
- Landsknecht (19 – 20 tháng 1, 1943)

### Tóm tắt chiến công
U-553 đã đánh chìm được mười hai tàu buôn cùng một tàu chiến với tổng tải trọng 61.390 GRT và 925 tấn, đồng thời gây hư hại cho hai tàu buôn với tổng tải trọng 15.273 GRT:
| Ngày              | Tên tàu         | Quốc tịch              | Tải trọng | Số phận      |
| ----------------- | --------------- | ---------------------- | --------- | ------------ |
| 12 tháng 6, 1941  | Ranella         | Norway                 | 5.590     | Bị đánh chìm |
| 12 tháng 6, 1941  | Susan Maersk    | United Kingdom         | 2.355     | Bị đánh chìm |
| 15 tháng 10, 1941 | Ila             | Norway                 | 1.583     | Bị đánh chìm |
| 15 tháng 10, 1941 | Silvercedar     | United Kingdom         | 4.354     | Bị đánh chìm |
| 17 tháng 10, 1941 | HMS Gladiolus   | Hải quân Hoàng gia Anh | 925       | Bị đánh chìm |
| 15 tháng 1, 1942  | Diala           | United Kingdom         | 8.106     | Bị hư hại    |
| 22 tháng 1, 1942  | Innerøy         | Norway                 | 8.260     | Bị đánh chìm |
| 12 tháng 5, 1942  | Leto            | Netherlands            | 4.712     | Bị đánh chìm |
| 12 tháng 5, 1942  | Nicoya          | United Kingdom         | 5.364     | Bị đánh chìm |
| 2 tháng 6, 1942   | Matawin         | United Kingdom         | 6.919     | Bị đánh chìm |
| 3 tháng 8, 1942   | Belgian Soldier | Belgium                | 7.167     | Bị hư hại    |
| 18 tháng 8, 1942  | Blankaholm      | Sweden                 | 2.845     | Bị đánh chìm |
| 18 tháng 8, 1942  | Empire Bede     | United Kingdom         | 6.959     | Bị đánh chìm |
| 18 tháng 8, 1942  | John Hancock    | United States          | 7.176     | Bị đánh chìm |
| 9 tháng 12, 1942  | Charles L D     | United Kingdom         | 5.273     | Bị đánh chìm |